# Gecarcinus lateralis
Gecarcinus lateralis, conocido comúnmente como cangrejo rojo terrestre (dando lugar a confusión con Gecarcoidea natalis o cangrejo rojo de islas Navidad) y cangrejo lunar (dando también lugar a confusión con G. quadratus o cangrejo de Halloween), es un colorido cangrejo de la familia Gecarcinidae.

## Distribución
Se encuentra a lo largo de la costa del Atlántico, desde South Padre Island, Texas al sur de Macuto, Venezuela. También habita los Cayos de la Florida y las islas del Caribe.

## Taxonomía
La taxonomía relacionada con el Gecarcinus quadratus del pacífico se discute, con muchos y teniendo en cuenta el G. lateralis por ser conspecífico. Otra especie cercanamente relacionada, Gecarcinus ruricola, ocurre al lado de G. lateralis en el oeste tropical atlántico, pero su caparazón suele ser casi enteramente negruzco, oscuro, marrón, púrpura o amarillenta.

## Descripción
Como sugiere el nombre de cangrejo rojo terrestre, tiene una gran mancha negruzca que, aunque la forma exacta es variable, cubre una gran parte de las caparazones centrales. Las patas, garras y secciones externas del caparazón son de color rojizo, anaranjado o blanquecino. El caparazón puede alcanzar una anchura de hasta 11 cm.

## Ecología
El G. lateralis habita a lo largo de la zona seca de arena de las playas y las colinas cercanas, en torno a 6 a 9 metros por encima de la marca de la marea alta, donde no hay agua estancada, pero hay una significativa humedad intersticial. Pese a habitar las alturas, necesita regresar al mar para reproducirse (las larvas son liberadas en el mar). Además, sus branquias deben estar húmedas todo el tiempo, o morirá. En comparación con la mayoría de otros crustáceos, su sangre tiene mayor capacidad para transportar oxígeno. Es mayormente herbívoro, pero también se alimenta de materia animal si está disponible.